# Basjana
Basjana – imię żeńskie pochodzenia łacińskiego, wywodzące się od nazwy jednego z ludów. Patronem tego imienia jest św. Basjan, biskup Lodi w Lombardii, zm. w 413 roku.
Basjana imieniny obchodzi 19 stycznia.
Męski odpowiednik: Basjan